# Волобуев, Александр Тарасович
Александр Тарасович Волобуев (19.04.1910 — 10.04.1999) — бригадир тракторной бригады Верхне-Серогозской МТС Нижне-Серогозского района Херсонской области, Герой Социалистического Труда (26.08.1958).

## Биография
Родился в селе Верхние Серогозы (ныне — Генический район Херсонской области Украины)
Участник Великой Отечественной войны, награждён медалью «За оборону Москвы» и орденом Отечественной войны II степени (1985).
С 1945 г. тракторист, бригадир тракторной бригады Верхне-Серогозской МТС. С 1958 г. тракторист колхоза им. Ленина (Верхние Серогозы).
Герой Социалистического Труда (26.08.1958) — за высокую выработку тракторов и комбайнов при хорошем качестве работы.
С 1970 года на пенсии. Жил в родном селе.